# Marlyne Sarah Ngongoa
Marlyne Sarah Ngongoa (cũng được viết là Ngo Ngoa, sinh ngày 7 tháng 7 năm 1983) là một vận động viên nhảy xa người Cameroon.
Cô đã hoàn thành thứ tám tại Giải vô địch châu Phi 2012, thứ tư tại Giải vô địch châu Phi 2014, thứ mười tại Thế vận hội chung 2014, thứ bảy tại Đại hội Thể thao Quân sự Thế giới 2015,   lần thứ sáu tại Đại hội thể thao châu Phi 2015, giành huy chương đồng tại Giải vô địch châu Phi 2016. và hoàn thành thứ sáu tại Jeux de la Francophonie 2017. Tại Đại hội Thể thao Đoàn kết Hồi giáo 2017, cô đã giành được huy chương đồng ở cả môn nhảy xa và tiếp sức 4 x 100 mét.
Nhảy cá nhân tốt nhất của cô là 6,52 mét, đạt được trong vòng sơ loại tại Đại hội Thể thao Khối Thịnh vượng chung 2014 ở Glasgow.